# Brachythecium borgenii
Brachythecium borgenii là một loài Rêu trong họ Brachytheciaceae. Loài này được (Hampe) A. Jaeger mô tả khoa học đầu tiên năm 1878.